# Swine-Freileitungskreuzung Swinemünde

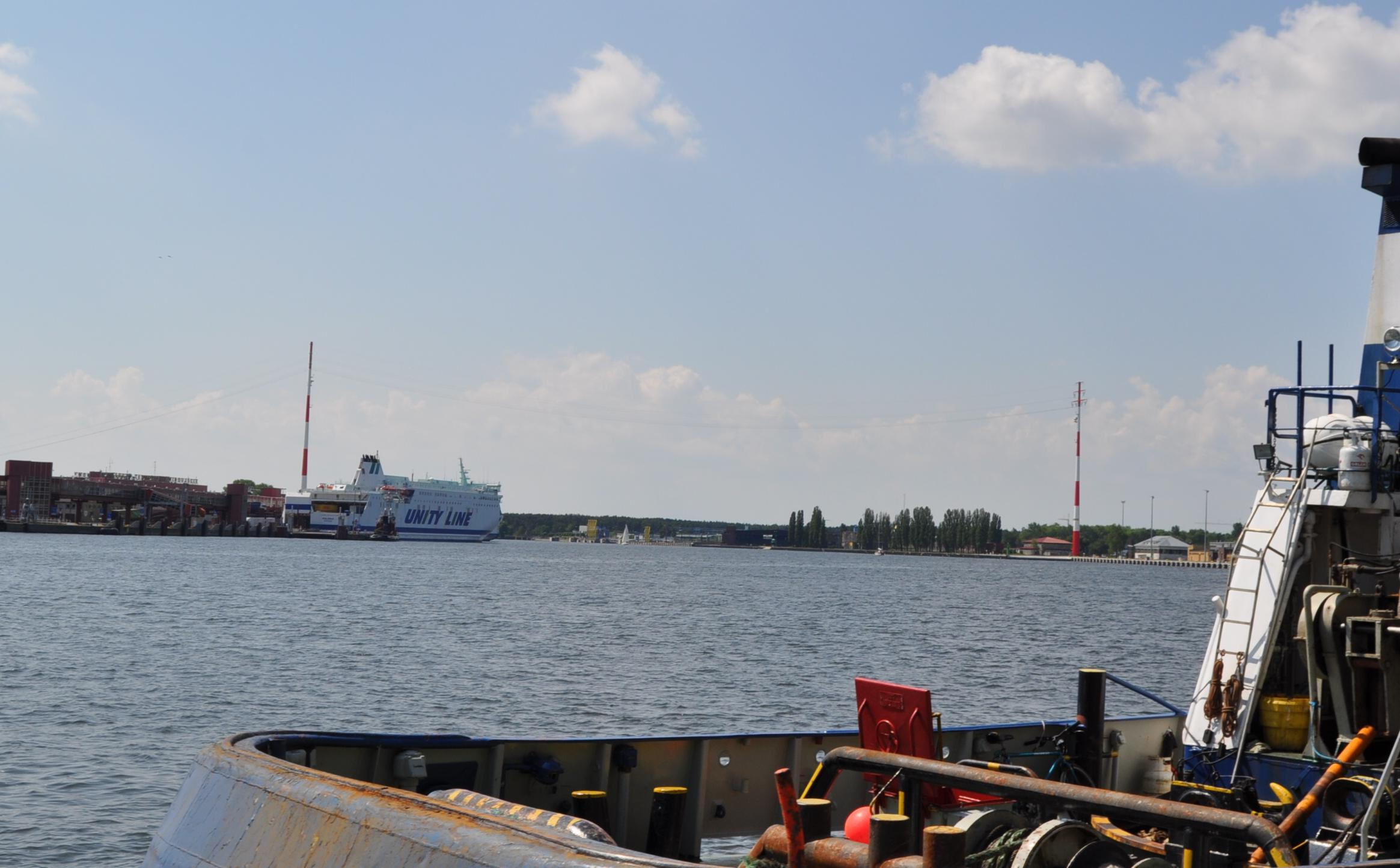
Freileitungskreuzung der Swine südlich von Swinemünde

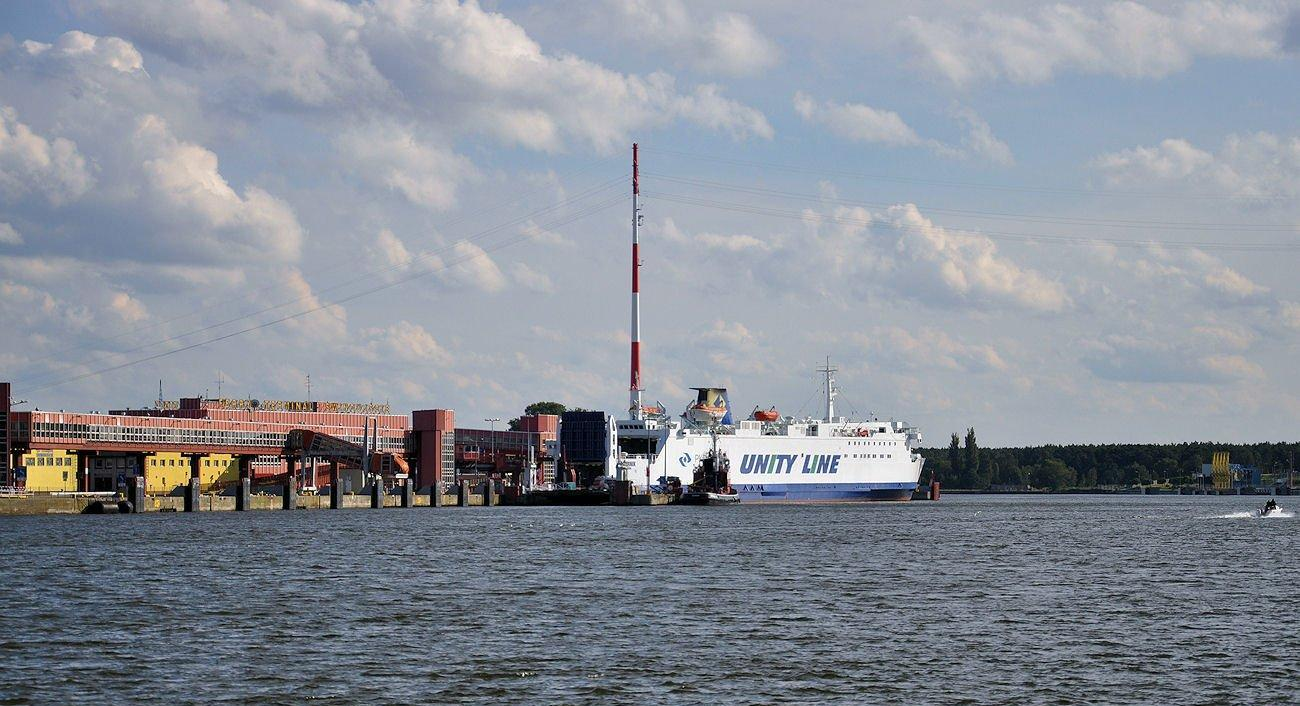
Fährterminal am östlichen Swineufer, im Hintergrund einer der Masten

Die Swine-Freileitungskreuzung Swinemünde ist eine Freileitungsquerung der Swine in Swinemünde.

## Bau
Die erste Leitung wurde noch zur Zeit des Nationalsozialismus auf Gittermasten errichtet. 2009 wurden diese Masten durch zwei je 99 Meter hohe Stahlrohrmasten ersetzt, denen allerdings kein langes Leben beschieden war, denn es wurde wenig später beschlossen, diese Leitung zu verkabeln, weil eine Werft in Stettin große Teile für Offshore-Windkraftanlagen baut, die unter der Freileitungskreuzung nicht durchpassen. So wurden die Leitung 2016 und die Masten 2017 demontiert.
Koordinaten
- Westlicher Mast 53,899125° N, 14,250252° O
- Östlicher Mast53,898167° N, 14,256613° O

## Beschaffenheit

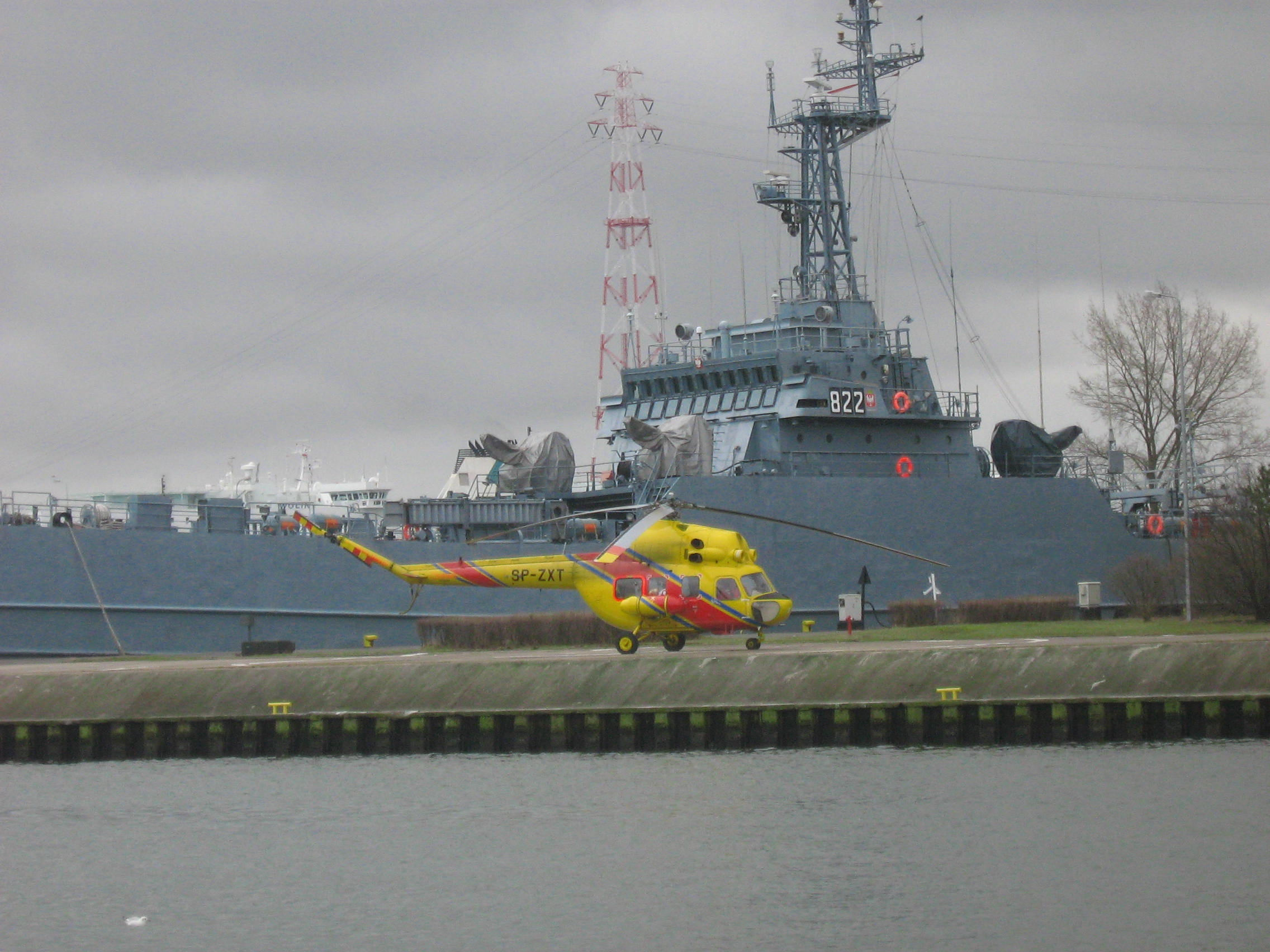
Die 2009 demontierte Stahlgitterkonstruktion

Die Kreuzung war zweikreisig, 437 Meter lang und ermöglichte eine Durchfahrtshöhe von 67 Metern. Die Swine-Freileitungskreuzung Swinemünde wurde von zwei je 99 Meter hohen Stahlrohrmasten getragen, welche die höchsten Stahlrohrmasten in Polen waren und zu den höchsten in Europa gehören.